# ZELDA (バンド)
ZELDA（ゼルダ）は、1980年代から1990年代にかけて活動していた日本のロックバンド。パンク、ニューウェイヴ、ポップス、ファンク、ブラックミュージック、そしてルーツ・ミュージックと多才な音楽性を示し、ガールズバンドのパイオニアとして次世代バンドに影響を与えた。
バンド名は、アメリカの小説家、F・スコット・フィッツジェラルドの妻、ゼルダ・フィッツジェラルドにちなむとのこと。1979年結成、1996年解散。「もっとも長く活動した女性ロックバンド」としてギネスブックにも掲載されている。

## 来歴
1979年、BOYS BOYSのベーシスト小嶋さちほを中心に結成。新宿ロフトで初ライブを行う。初代メンバーは、小嶋（ベース）以外に、ケイ（ボーカル）、鈴木洋子（ギター）、野沢久仁子（ドラムス）、トヨ（シンセサイザー）の五人であったが、すぐにケイとトヨが脱退する。

1980年3月、小嶋が発行していたミニコミ『チェンジ2000』に出したメンバー募集に応募してきた高橋佐代子がボーカルとして加入する。二人が最初に会ったのはストラングラーズの来日公演である。当時中学生であった高橋は、上下黒づくめの服であったと小嶋は後のインタビューで述べている。同年12月、インディーズ・レーベルのジャンク・コネクションより1stシングル『ASH-LAH』をリリース。
1981年、ソノシート『ZELDA』をリリース。メジャー・デビューは1982年8月25日、日本フォノグラム（後のマーキュリー・ミュージックエンタテインメント。現在はユニバーサルミュージックK.K.に吸収）より、1stアルバム『ZELDA』とシングル『ミラージュ・ラヴァー』を同時リリース。プロデュースはLIZARDのモモヨ。なお、この時のメンバーは小嶋、高橋、鈴木、野沢の4人であった。
ZELDAの結成当時は、1970年代末から1980年代前半にかけて東京で発生したパンク・ロックムーブメント「東京ロッカーズ」のバンドの一つとみなされていた。1980年代に入るとガールズバンドブームが起きてZELDAはその先駆者として注目され、同時期に活動した水玉消防団、タンゴ・ヨーロッパ、パパイヤパラノイア、キャ→などの女性ニュー・ウェイヴバンドと共に、音楽雑誌や『宝島』などのサブカルチャー雑誌で取り上げられることが多くなる。
1983年に、ギターが鈴木から石原富紀江、ドラムが野沢から小澤亜子（ex.新●月）に交替。石原はハードロック出身であるにもかかわらずテクニック面では「ヘタウマ」であったが、これが当時のZELDAの雰囲気に適合した。また石原のハーモナイザーを使用した独特のキラキラした音色と、インド音階を巧みに組み合わせた中近東的なソロは、現在でも革新的である（ライブ・アルバム『Dancing Days』で堪能できる）。そしてジャパンのスティーヴ・ジャンセンを師と仰ぐ小澤は、ロックバンドのドラマーには珍しく16ビートを基調とした端正かつタイトなドラミングであり、ミュージックシーケンサーの操作やシンセサイザーの音色作りにも習熟していた。
メンバー交替を経て1983年、ムーンライダーズの白井良明をプロデューサーに、武川雅寛などムーンライダーズ関係の人脈から多彩なゲストを迎え、2ndアルバム『CALNAVAL』をリリース。ZELDAはニュー・ウェイヴバンドとして不動の地位を築いた。
1984年には小嶋、高橋のコアメンバー2人が別ユニット「招き猫カゲキ団」としても活動開始し、同年9月にテレグラフ・レコードからアルバム『第一歌曲集』をリリース。昭和レトロ、懐メロや童謡・唱歌の要素を取り入れたアコースティック・ユニットで、聞き手に緊張を強いた当時のZELDAとは対極をなす脱力系の曲調であった。
1985年に所属レコード会社をCBS・ソニー（現：ソニー・ミュージックレコーズ）に移籍。前作同様、白井良明プロデュースの3rdアルバム『空色帽子の日』をリリース。
1986年公開の映画『ビリィ★ザ★キッドの新しい夜明け』に、バンド・ZELDAとしてメンバー全員が出演。主題歌・挿入歌を担当し、映画の中で歌唱。
1987年、元四人囃子の佐久間正英をプロデューサーに迎え、4枚目のアルバム『C-ROCK WORK』をリリース。
1988年頃より、小嶋がファンク、ブラックミュージックに傾倒。プログレッシブ・ロック出身でもともと16ビートを叩いていたドラムの小澤はすんなり対応できたが、8ビートのハードロック出身であり「ヘタウマ」であった石原は適性を活かせないようであった（ライブではファンク特有の16ビートカッティングに苦渋する石原の姿が見られた）。同年、それにより音楽性を大きく転換して5枚目のアルバム『SHOUT SISTER SHOUT』をリリース。
1989年、前作以上にファンク・ブラックミュージック色を強めた6枚目のアルバム『D.R.O.P.』をリリース。
1990年、ギターの石原が脱退。これより約1年間活動を休止、この間に所属レコード会社がavex系のレーベル「cutting edge」に移る。
1991年、ギタリストとして本村直美が加入。世界の各種音楽要素をギターにより表現できる本村の加入により、ZELDAはワールドミュージックを基調とした伸び伸びした音楽に一転した。
1992年、ジャマイカ録音の7枚目のアルバム『LOVE LIVE LIFE』をリリース。
1993年、プロデュースにサンディー&ザ・サンセッツの井上ケン一、ゲストにスライ・ダンバー、イエローマン、オーガスタス・パブロなどを迎えたジャマイカ録音の8枚目のアルバム『FULLMOON PUJAH』をリリース。
1996年、高橋がSAYOKO名義でソロ・アルバムをリリース。ZELDAとしては小嶋の沖縄生活などが反映された9枚目のアルバム『虹色のあわ』をリリースした。その後、同年に解散（活動を継続しないこと）を発表する。

## メンバー
- 小嶋さちほ （こじま さちほ、1958年12月26日 - ）
  - ベース、リーダー
  - 愛称「チホ」。後にBO GUMBOSのボーカル、久富隆司（どんと）の妻となる。長男はズットズレテルズのラキタ。次男はナツノムジナ、Gateballersの久富奈良。
- 高橋佐代子 （たかはし さよこ、1964年10月10日 - ）
  - ボーカル、作詞
  - 愛称「サヨコ」。招き猫カゲキ団では「高橋小夜子」名義もあり 。後にSAYOKO名義でエイベックスからソロデビュー。現在は元JAGATARAのOTOらと結成したサヨコオトナラのボーカル。長女は、ASOUND、KODAMA AND THE DUB STATION BANDのアリワ。
- 鈴木洋子 （すずき ようこ）
  - ギター
  - 愛称「ヨウコ」。アルバム『ZELDA』に参加。ZELDA脱退後、CLANにボーカル、ギタリストとして参加。
- 石原富紀江 （いしはら ふきえ、1960年12月23日 - ）
  - ギター
  - 愛称「フキエ」。法政大学卒業。
- 本村直美 （もとむら なおみ） 
  - ギター
  - 現在はエレクトリック・ギターのソロギタリストとして活動中。
  - 2013年にソロアルバム『whole』を発表。国内外でライブを行っている。
- 野沢久仁子 （のざわ くにこ）
  - ドラムス
  - 愛称「マル」。ファンからは「マルさん」と呼ばれていた。アルバム『ZELDA』に参加。
- 小澤亜子 （おざわ あこ、1963年2月16日 - ）
  - ドラムス
  - 愛称「アコ」。一部で「小沢亜呼」名義もあり。日本女子大学理学部中退。
- ケイ
  - 初代ボーカル
  - ZELDA脱退後、PTA'Sにボーカルとして参加。
  - セカンドソノシート『New Songs』（1981年、クラゲイル・レコード）の発表後に脱退。
- トヨ
  - シンセサイザー

## ディスコグラフィー
カッコ内は発売日。

### シングル
ジャンク・コネクション（インディーズ）
- ASH-LAH （1980年10月10日）

アスピリン・レコード（インディーズ）
- ZELDA （1981年2月） ※ソノシート

日本フォノグラム
- ミラージュ・ラヴァー （1982年8月25日）

CBS・ソニー
- 黄金の時間 （1986年5月21日） ※12インチシングル、映画『ビリィ★ザ★キッドの新しい夜明け』主題歌
- Electric Sweetie （1987年4月1日） ※カップリング曲無し

アルファレコード
- MY LITTLE CRYING （1992年10月1日）
- LOVE LIVE LIFE （1993年4月21日）
- 冷たくしないで （1993年10月21日）

cutting edge（当時は東芝EMIに販売委託）
- あなただけがすべてじゃない （1995年11月8日）
- かなしくて （1996年[3月27日）※TBS系『COUNT DOWN TV』エンディングテーマ
- 金木犀 （1996年10月9日）

### アルバム
タイトルの横のカッコ内の日付は発売日。タイトルの下は収録曲一覧。

#### オリジナルアルバム
日本フォノグラム
- ZELDA （1982年8月25日）
エスケイプ / 真暗闇―ある日の光景― / 月光飛翔（ムーンライト・フライト） / ロボトメイア / 開発地区はいつでも夕暮れ / ミラージュ・ラヴァー / 密林伝説 / Ash-Lah / と・ら・わ・れ / ソナタ815
- CARNAVAL （1983年11月5日）
うめたて / 私の楽団（オーケストラ） / サラブレッド（ソナタII） / Are You “Lucky”? ―ラッキー少年のうた / スローターハウス / 天鵞絨（ビロード）の島 / セイレーン / 東京TOWER / Z-JA-Z / 遊糸飛行
- ZELDA〜CARNAVAL（1987年9月30日） ※カップリングアルバム（再発売）『ZELDA』から3曲カット
真暗闇―ある日の光景― /  ロボトメイア / 開発地区はいつでも夕暮れ / ミラージュ・ラヴァー / 密林伝説 / Ash-Lah / と・ら・わ・れ / うめたて / 私の楽団（オーケストラ） / サラブレッド（ソナタII） / Are You “Lucky”? ―ラッキー少年のうた / スローターハウス / 天鵞絨（ビロード）の島 / セイレーン / 東京TOWER / Z-JA-Z / 遊糸飛行

CBS・ソニー
- 空色帽子の日 （1985年10月21日）
DEAR NATURAL / 自転車輪の見た夢 / FOOLISH GO-ER / FLOWER YEARS OLD / WATER LOVER / 湖のステップ（STEP ON THE LAKE） / 小人の月光浴 / 時折の色彩 / 無人号地・357 / ハベラス
- C-ROCK WORK （1987年4月1日）
夜の時計は12時 / Electric Sweetie / 風の景 -Mind Sketch- / 時計仕掛けのせつな / ファンタジウム / Endless Line / Emotional Beach,Communication Party / Question-1 / MOO/六月はいつも魔の月 / 浴ビル情
- Dancing Days （1988年6月22日） ※ライブ・アルバム
Dancing Days / Question-1/ Are You “Lucky”? ―ラッキー少年のうた / Ash-Lah / 湖のステップ / 遊糸飛行 / 小人の月光浴 / 浴ビル情 / FOOLISH GO-ER / 黄金の時間
- SHOUT SISTER SHOUT （1988年10月21日）
Sky Bohemian / Manhattan Hole / 69times / Darling Missing / My Diamond Your Dynamite / Holiday Everyday / Black Boy Bad Baby / Planet News / Blue Desert / Dancing Days
- D.R.O.P. （1989年9月21日）
LAZY HEAD / MAGIQ MYSTIQ DISCOTIQ / MIDNIGHT WALK / WELCOME TO MY GARDEN / TUNING YOUR HEART / D.R.O.P. / LADY SADISTIC / HEAVY BABY / FRIENDS&LOVERS / GOLDY まぶしい瞳

アルファレコード
- LOVE LIVE LIFE （1992年10月21日）
廻るい星（everybody everybody around＆round） / BROTHER SUN SISTER MOON / JAHPANG島の娘 / MY LITTLE CRYING ―Jamaica Version / 天国と地獄のくりかえし / まやかし都の愚か者 / 宇宙の河をゆく2つの小舟 / KARMA NO.8 / MAMAREAJA / LOVE LIVE LIFE / MY LITTLE CRYING（Single Version）
- Jahpang Stylee - Love Live Life Mix （1993年4月21日）
Love Live Life (We Be Mix) / Mamareaja (Dub Mamareaja Mix) / Jahpang To No Musume (Ragga Taiko Mix) / Karma No.8 (Version) / Maarui Hoshi (Round Around Mix) / Mayakashi Miyako No Orokamono (Rocky Mix) / Pump Up! From Fareast (Dancing Dayz III) / Uchu No Kawao Yuku Futatsu No Kobune (Bongo Bingi Mix)
- FULLMOON PUJAH （1993年10月21日）
PUJAH PONG! / 印度の夢 / シャンティ シャンティ / 冷たくしないで / 愛の奇蹟 / ETERNAL LAND / LOVE FAMILY / OM Song / SAYONARA（I Am Your Missing Girl） / 七つの世界のかけら

Cutting edge
- 虹色のあわ （1996年5月2日）
AWA / おお神様 / Tokyo Time / かなしくて / ぐるぐる（SISTER DRUM） / 赤田首里殿内 / 金木犀 / フラチ・ライフ / 水をくれ / 涙の河 / touch the light of my soul 〜魂の光にふれて〜 / 冷たくしないで

#### ベスト・アルバムなど
Sony Music House Inc.
- GOLDEN☆BEST/ZELDA-time spiral （2003年3月19日） 
  - ベスト・アルバム。アルバムタイトルは、新作→旧作の順に年代を遡るように収録されていることから。

［Disc 1］AWA / 金木犀 / 冷たくしないで / LOVE LIVE LIFE / MAGIQ MYSTIQ DISCOTIQ / WELCOME TO MY GARDEN / FRIENDS & LOVERS / Sky Bohemian / Dancing Days / Question-1 / ファンタジウム / 浴ビル情
［Disc 2］黄金の時間 / 彼の人 / BEAUTIFUL RAIN / DEAR NATURAL / 自転車輪の見た夢 / 湖のステップ/STEP ON THE LAKE / 小人の月光浴 / 時折の色彩 / FOOLISH GO-ER / スローターハウス / と・ら・わ・れ / SONATE815 / ASHU-LAH

- ZELDA 1985-1990（2014年3月24日）[6]
  - 「オーダーメイドファクトリー」から予約限定販売された、CBSソニー時代の音源をリマスターしたボックスセット。CD5枚+DVD1枚組。価格は16,500円（税込、送料無料）[6]。

［Disc 1］『空色帽子の日』 ボーナス・トラック：黄金の時間（12inch version）、彼の人
［Disc 2］『C-ROCK WORK』 ボーナス・トラックなし
［Disc 3］『DANCING DAYS』 ボーナス・トラックなし
［Disc 4］『SHOUT SISTER SHOUT』 ボーナス・トラックなし
［Disc 5］『D.R.O.P.』 ボーナス・トラックなし
［Disc 6］DVD『Dancing Days +Clips』ボーナス・クリップ：VIDEO JAM（「空色帽子の日」告知）/ 時折の色彩（Video Clip）/「D.R.O.P.」告知コメント / MIDNIGHT WALK（Video Clip）

いぬん堂（インディーズ）
- はじまりのゼルダ 最初期音源集1980-1982（2019年4月20日） 
  - メジャー・デビュー直前までのライブ音源、インディーズ時代のEP『Ash-Lah』3曲、ソノシート『ZELDA』3曲を収録。

［Disc 1］Ash-Lah / ソナタ815 / BE-POP / とまればまたくる / アヴァンブラ / E=MC2 / WHY DON’T YOU? / PARADOX / つれてってよ / WHITE LIGHT WHITE HEAT（カプセルベイビー） / 密林 / Ash-Lah（another version） / 灰スクール（灰色少年original version） / MERCY / ＋α / マッチングシュール / MACKINTOSH-POPOUT / 灰色少年
［Disc 2］PLEASURE GROUND / アメリカナイズ / まっくら / E＝MC2（another version） / ワルツ / シャンソニエ / クラリネット / ソナタ815（another version） / MACKINTOSH-POPOUT（another version） / 問1 / スイッチひとつで / とらわれ / 黒い華 / 開発地区はいつでも夕暮れ / マリアンヌ / ハベラス / うめたて / 野性のポケット / Z-JA-Z / スローターハウス

### ビデオ
- Dancing Days （1988年、CBS・ソニー）
- LOVE LIVE LIFE （1992年9月10日の日清パワーステーションのライヴ映像を含む）
- FULLMOON PUJAH （1993年）

## 映画出演
- 『ビリィ★ザ★キッドの新しい夜明け』

## 関連書籍
- 小嶋さちほ・真保みゆき 共著『乙女のロックだんご』ミュージック・マガジン、1986年1月
- 藤沢映子 著『ZELDA物語』JICC出版局、1988年12月

## カバー
COTTON CLUB
- American Express presents InterFM897×COTTON CLUB THE ROOTS OF MUSIC 森高千里（2015年12月12日開催）[7]
  - アーティストが自身のルーツ・ミュージックをテーマにカバーソングも演奏するライブシリーズ。オリジナルアルバム『CARNAVAL』収録の「東京TOWER」のカバーが森高千里のドラムとボーカルにより演奏された。この演奏については森高千里のオフィシャルYouTubeチャンネルにて視聴可能である。

LAZY ART
- FUTURETRON RECYCLER（2019年9月25日発売）
  - 1980年代楽曲カバー・コンピレーションアルバム。オリジナルアルバム『CARNAVAL』収録の「セイレーン」のカバーがMANIAX#2による編曲・演奏で収録されている。間奏のギターソロは往年の石原富紀江のライブ演奏を再現している。